# ميدينهيد (دائرة انتخابية في المملكة المتحدة)
ميدينهيد (بالإنجليزية: Maidenhead)‏ هي إحدى الدوائر الانتخابية في المملكة المتحدة الممثلة في مجلس العموم في برلمان المملكة المتحدة.
عضو البرلمان الذي يمثلها حالياً هو :Rt Hon Theresa May (Con).